# Lagrangeeva točka
Lagrangeeve tóčke [lagránževe ~] (tudi L-točke ali libracijske točke) v nebesni mehaniki predstavljajo pet leg v medplanetarnem prostoru, v katerih lahko rečemo, da manjše telo, na katerega vpliva le gravitacija, teoretično miruje glede na dve večji telesi, kot na primer satelit glede na Zemljo in Luno. Točke ustrezajo geosinhronem tiru v smislu, da omogočajo telesu obstati v »nepomični« legi v prostoru, ne da bi pri tem krožilo, kjer se njegova lega neprestano spreminja.

## Odkritje Lagrangeevih točk
Lagrangeeve točke so tehnično gledano stacionarne rešitve problema treh teles. Imenujejo se po Josephu-Louisu de Lagrangeu, ki je leta 1772 raziskal problem treh teles. Za dve telesi, ki krožita okrog svojega masnega središča, obstaja pet leg v prostoru, kamor je moč postaviti tretje telo s primerno zanemarljivo maso, tako da bo ohranjalo svojo lego relativno glede na telesi. V opazovalnem sistemu, ki kroži z enako periodo kot telesi, bosta gravitacijski polji masivnih teles skupaj s centrifugalno silo v ravnovesju v Lagrangeevih točkah, kar omogoča, da tretje telo zaradi ničnega pospeška miruje relativno glede na drugi dve telesi.
Lagrange je najprej hotel najti način za lažje izračunavanje gravitacijskih vplivov med poljubnim številom teles v sistemu, saj iz klasične mehanike izhaja, da v takšnem sistemu telesa krožijo kaotično vse dokler ne pride do trka ali pa je telo izvrženo iz sistema, tako da lahko pride do ravnovesja. Sistem z enim telesom je trivialen, saj je komaj statičen relativno nase. Sistem dveh teles je preprosto rešiti, saj telesi krožita okrog skupnega gravitacijskega središča. Čim pa dodamo še eno telo, postanejo matematični računi zelo zapleteni. Razmere se še poslabšajo, če želimo izračunati vsak gravitacijski vpliv med dvema telesoma v vsaki točki vzdolž njegove poti.
Lagrange je hotel najti preprostejšo rešitev. Zaključil je s preprostim privzetkom: »Pot telesa je določena s potjo, kjer je akcija vseskozi najmanjša« (načelo najmanjše akcije). Pri tem je treba potencialno energijo odšteti od kinetične. Na ta način je Lagrange na novo opredelil klasično Newtonovo mehaniko z Lagrangeevo mehaniko. Z novim načinom je predpostavil, kako bo tretje telo z zanemarljivo maso krožilo okrog drugih dveh teles, ki sta že krožili okrog skupnega središča. V posebnih nepomičnih točkah se telo relativno na drugi dve telesi ne giblje.
V splošnejšem primeru eliptičnih tirov v istem smislu ni nepomičnih točk, saj so bolj podobne Lagrangeevi »površini«. Lagrangeeve točke določene časovno v vsaki točki v krožnem primeru tvorijo nepomične eliptične tire, ki so podobni tirom masivnih teles. To je posledica 2. Newtonovega zakona ({\displaystyle \mathrm {d} \mathbf {G} /\mathrm {d} t=\mathbf {F} }), kjer je G = m v (G gibalna količina, m masa in v hitrost) invarianta, če sta sila in lega povečana za isti faktor. Telo v Lagrangeevi točki kroži z isto periodo kot drugi dve masivnejši telesi v krožnem primeru, kar pomeni, da je razmerje gravitacijske sile na radialno razdaljo enako kot za drugi dve telesi. To dejstvo je neodvisno od krožnosti tirov in pomeni, da so eliptični tiri, v katerih so Lagrangeeve točke, rešitve enačbe gibanja tretjega telesa.
V času Lagrangeevega odkritja takšne gravitacijsko stabilne razporeditve niso poznali. Max Wolf je leta 1906 odkril 588. asteroid Ahil, ki je bil prvi predstavnik Jupitrove Trojanske skupine asteroidov. Wolf je odkril še druga dva Trojanca, Nestorja leta 1908 in Priama leta 1917.

## Lagrangeeve točke

### L1
Točka L1 leži na premici, ki jo določata središči dveh velikih mas M1 in M2, in med njima, bližje telesu z manjšo maso.
Zgled: Telo, ki kroži okrog Sonca bližje kot Zemlja, bo imelo krajšo orbitalno periodo kot Zemlja, na kar ne vpliva Zemljin lasten gravitacijski privlak. Če je telo neposredno med Zemljo in Soncem, potem bo Zemljina gravitacija zmanjšala silo in povlekla telo proti Soncu, kar bo podaljšalo njegovo orbitalno periodo. Bližje ko je telo Zemlji, večji je vpliv. V točki L1 bo orbitalna perioda telesa natančno enaka Zemljini orbitalni periodi.
Točka L1 v sistemu Sonce-Zemlja je kot nalašč za opazovanja Sonca. Tukaj telesa nikoli ne zatemnita Zemlja ali Luna. Solarni in heliosferski observatorij (SOHO) je nameščen na halo tiru v točki L1, Advanced Composition Explorer (ACE) pa se giblje v Lissajousevem tiru prav tako v točki L1.
Točka L1 v sistemu Zemlja-Luna omogoča lahek dostop do Luninega ali Zemljinega tira z najmanjšo delto v. Zelo primerna bi bila za vesoljsko postajo na sredi poti od Zemlje do Lune.

### L2
Točka L2 leži na premici, ki jo določata središči dveh velikih mas, in za telesom z manjšo maso.
Zgled: Na Zemljini strani stran od Sonca bo orbitalna perioda telesa navadno večjo od Zemljine. Dodatni Zemljin gravitacijski privlak zmanjšuje njegovo orbitalno periodo, v točki L2 pa se izenači z Zemljino.
Točka L2 v sistemu Sonce-Zemlja je primerna za vesoljske observatorije. Ker bo telo ob točki L2 ohranjalo smer glede na Sonce in Zemljo, sta njegova zaščita in kalibracija veliko cenejši. Observatorij WMAP se že nahaja v tiru okrog točke L2 sistema Sonce-Zemlja. Načrtovana infrardeča observatorija – Herschlov vesoljski observatorij, kot tudi predlagani Vesoljski daljnogled Jamesa Webba (JWST) bodo umestili v točko L2 sistema Sonce-Zemlja.
Točka L2 v sistemu Zemlja-Luna je dobro mesto za komunikacijski satelit, ki bi pokrival Lunino skrito stran.
Razdalje teh točk od masnega središča sistema so dane z enačbami:
{\displaystyle r_{1}=R\left[1-{\sqrt[{3}]{\frac {\alpha }{3}}}\right]\,,}
{\displaystyle r_{2}=R\left[1+{\sqrt[{3}]{\frac {\alpha }{3}}}\right]\,,}
{\displaystyle r_{3}=-R\left[1-{\frac {5}{12}}\alpha \right]\,,}
kjer je:
{\displaystyle \alpha ={\frac {M_{2}}{M_{1}+M_{2}}}},
R — razdalja med obema telesoma,
M1 — masa največjega telesa,
M2 — masa drugega telesa.
Če je M2 veliko manjša od M1, potem sta L1 in L2 na približno enakih razdaljah r od M2, ki je enaka polmeru Hillove krogle, danem z:
{\displaystyle r\approx R{\sqrt[{3}]{\frac {M_{2}}{3M_{1}}}}\,.}
To razdaljo lahko opišemo kot razdaljo za katero je orbitalna perioda za M2 okrog M1, ki odgovarja krožnemu tiru s takšnim polmerov okrog M2 brez mase M1, deljena s {\displaystyle {\sqrt {3}}}.
Zgleda:
- Sonce in Zemlja: 1.500.000 km od Zemlje
- Zemlja in Luna: 61.500 km od Lune

### L3
Točka L3 leži na premici, ki jo določata središči dveh velikih mas, in za telesom z večjo maso.
Zgled: Točka L3 v sistemu Sonce-Zemlja leži na nasprotni strani Sonca, gledano z Zemlje, malo dlje kot kroži Zemlja. Tu oba gravitacijska privlaka Zemlje in Sonca povzročita, da telo kroži z enako orbitalno periodo kot Zemlja. V točko L3 sistema Sonce-Zemlja so postavljali »Protizemljo« v plehkih znanstvenofantastičnih in humorističnih zgodbah.

### L4in L5
Točki L4 in L5 ležita v tretjem oglišču dveh enakostraničnih trikotnikov s skupno osnovnico, ki jo določata središči obeh mas. Ena je pred, druga pa za telesom z manjšo maso.
Točki L4 in L5 se včasih imenujeta trikotniški Lagrangeevi točki ali trojanski točki. Ime trojanski točki izhaja iz imena Jupitrovih Trojancev v točkah L4 in L5 sistema Sonce-Jupiter, in ti se imenujejo po osebah iz Homerjeve Iliade (legendarno obleganje Troje).
Zgledi: Točki L4 in L5 sistema Sonce-Zemlja ležita 60° pred in 60° za Zemljin tir okrog Sonca. Tu se nahaja le medplanetarni prah.
Točki L4 in L5 sistema Sonce-Jupiter zasedajo Jupitrovi Trojanci. Po odkritju prvih nekaj Jupitrovih Trojancev, so imenovali točko L4 »Grški tabor«, točko L5 pa »Trojanski tabor«. Zanimivo je, da so imenovali asteroid Hektor v »Grškem taboru« po trojanskem junaku, asteroid Patroklej v »Trojanskem taboru« pa po grškem junaku. Petroklej je bil prvi asteroid odkrit v točki L5. Odkril ga je August Kopff leta 1906. Skupino asteroidov v točki L5 včasih zato imenujejo tudi Petroklejevi asteroidi. Dogovor o poimenovanju iz katerega tabora je prišel šele po Kopffovem odkritju Petrokleja. Hektor je tudi največji med Jupitrovimi Trojanci in meri 370 × 195 km. Do junija 2006 so zaznali 1128 Jupitrovih Trojancev v točki L4 in 921 v L5.
V sistemu Zemlja-Luna do sedaj niso našli nobenih Trojancev. Poljski astronom Kazimierz Kordylewski je leta 1956 poročal o oblakih, ki se imenujejo po njem in predstavkljajo večjo zgostitev prahu v točkah L4/5. Zaradi njihove velike redkosti še danes ni jasno ali res obstajajo. Zaradi Sončevega vpliva naj bi bili točki tudi preveč nestabilni. Po dosedanjih ocenah naj bi bili veliki vsaj 14.000 km, približno kot je velika Zemlja.
V sistemu Sonce-Neptun sta bila do leta 2005 znana dva Trojanska asteroida. To sta 2001 QR322 in 2004 UP10. V letu 2005 so opazili še tri možne Neptunove Trojance: 2005 TN53, 2005 TN74 in 2005 TO74.
V Saturnovem sistemu sta vesoljski sondi Voyager odkrili Trojanske satelite. Telest in Kalipso krožita 60° pred in za Tetido, Helena in leta 2004 odkrit Polidevk pa krožita 60° pred in za Diono.
Domneva velikega trka namiguje, da je telo z imenom Teja nastalo v eni izmed točk L4 ali L5 in trčilo z Zemljo, ko je njegov tir postal nestabilen, iz njegovih ostankov pa se je tvorila Luna.

## Stabilnost
Prve tri Lagrangeeve točke so tehnično stabilne le v ravnini pravokotni na premico med dvema telesoma. To se najlepše vidi pri opazovanju točke L1. Telo, ki je odmaknjeno pravokotno od središčne premice bo čutilo silo, ki ga bo vlekla proti točki ravnovesja. To je zaradi tega, ker bosta stranski komponenti težnosti obeh mas povzročili to silo, komponenti vzdolž osi pa jo bosta uravnovešali. Če pa se telo, ki leži v točki L1, premakne bližje eni od mas, bo gravitacijski plivlak nanj večji, in ga bo potisnilo bližje. Podobno je pri plimskih silah.
Čeprav so L1, L2 in L3 neznatno nestabilne, se pokaže, da je moč najti periodične tire okrog teh točk, vsaj v omejenem problemu treh teles. Ti popolnoma periodični tiri, znani kot »halo« tiri, ne obstajajo v polnem dinamičnem sistemu n-teles kot je Osončje. Kvaziperiodični (omejeni, vendar ne natančno ponavljajoči) Lissajousevi tiri obstajajo v splošnem sistemu n-teles. Te kvaziperiodične tire so uporabile vse dosedanje vesoljske odprave libracijskih točk. Čeprav niso popolnoma stabilne, jih je moč z dokaj zmernim trudom ohranjati, tako da lahko vesoljsko plovilo dovolj dolgo ostane v želenem Lissajousevem tiru. Vsaj za odprave v točki L1 sistema Sonce-Zemlja je dejansko zaželeno, da ima Lissajousev tir plovila večjo amplitudo (100.000 do 200.000 km), namesto da sedi v libracijski točki, saj je tako lahko stran od premice med Soncem in Zemljo, kar zmanjšuje Sončev vpliv na komunikacijske povezave z Zemljo. Druga zanimiva in uporabna lastnost kolinearnih libracijskih točk in z njimi povezanih Lissajousevih tirov je, da služijo kot »pristop« za nadzor kaotičnih poti medplanetarne transportne mreže.
Z razliko od kolinearnih libracijskih točk L1/2/3, sta trikotniški točki L4/5 v stabilnem ravnovesju (primerjaj čudni atraktor), če je razmerje mas M1/M2 > 24,96. To je v primeru sistemov Sonce/Zemlja in Zemlja/Luna, čeprav za sistem Zemlja/Luna v manjši meri. Če je telo v teh točkah zmoteno se odmakne stran od točk, zaradi Coriolisove sile pa se njegova pot pretvori v stabilni tir okrog točke, podobno fižolu, gledano iz vrtečega koordinatnega sistema.

## Vesoljske odprave v libracijskih točkah
Tiri, povezani z libracijskimi točkami, imajo posebne značilnosti in so zaradi tega dober izbor za različne vesoljske odprave. NASA je poslala več vesoljskih plovil v točki L1 in L2 sistema Sonce-Zemlja
| odprava                                     | libracijska točka |
| ------------------------------------------- | ----------------- |
| Advanced Composition Explorer (ACE)         | L1                |
| Genesis                                     | L1                |
| International Sun/Earth Explorer 3 (ISEE-3) | L1                |
| Solarni in heliosferski observatorij (SOHO) | L1                |
| Wilkinson Microwave Anisotropy Probe (WMAP) | L2                |

Društvo L5 (L5 Society) je predhodnik Narodnega vesoljskega društva (National Space Society), ki podpira možnost ustanovitve kolonije in proizvodnega obrata v tiru okrog točk L4 in/ali L5 v sistemu Zemlja-Luna.

## Zgledi v Osončju
V sistemu Sonce-Jupiter je več tisoč asteroidov, ki spadajo v Jupitrovo Trojansko skupino. Nahajajo se v točkah L4 in L5. Podobno je moč najti telesa v sistemih Sonce-Saturn, Sonce-Mars, Sonce-Neptun, Jupitrovem in Saturnovem sistemu. V trojanskih točkah sistema Sonce-Zemlja niso našli večjih teles. Našli so le oblake prahu. Podobni oblaki prahu so verjetno prisotni v trojanskih točkah L4 in L5 v Zemljinem sistemu.
Asteroid 5261 Eureka, ki sta ga leta 1990 odkrila David H. Levy in Henry E. Holt na palomarskem observatoriju, je prvi znani primer Trojanca v sistemu Sonce-Mars. Prednjači pred Marsom v točki L5. V sistemu Sonce-Mars so našli vsaj pet teles v točki L5 in enega v L4.
Saturnova naravna satelita Helena in Polidevk se gibljeta azimutalno okrog Lagrangeevih točk, kjer Polidevkov tir kaže največje odstopanje, 32° od Dionine točke L5. Tetija in Diona sta več kot stokrat masivnejša kot njuni »spremljevalci«, Saturn pa je še za par velikostnih stopenj masivnejši, tako da je njegov sistem stabilen.

### Drugi sotiri
Zemljino spremljevalno telo, asteroid 3753 Kruitne, ki ga je odkril Duncan Waldron leta 1986 na Observatoriju Siding Spring v Avstraliji s 1200 mm Britanskim Schmidtovim daljnogledom, se giblje v tiru okrog Zemlje, ki spominja na Trojansko, vendar ne čisto tako kot pravi Trojanec. Nekateri ga imenujejo Zemljina »druga luna«. Asteroid se giblje v eni od dveh dovoljenih tinicah okrog Sonca, in ju pri bližnjih srečanjih z Zemljo periodično zamenjuje. Ko se približa Zemlji, dobi orbitalno energijo od Zemlje in preide v večji tir z višjo energijo. Pozneje ga Zemlja dohiti in mu vzame energijo, tako da asteroid pade nazaj v manjši, hitrejši tir, nato se spet približa Zemlji. Njegovo gibanje v tirnu, imenovanem podkvasti tir, ne vpliva na dolžino Zemljinega leta, saj je Zemljina masa toliko večja.
Tudi Saturnova naravna satelita Epimetej in Jan se gibljeta podobno. Imata isti masi in izmenično spreminjata tira. Jan je v grobem sicer štirikrat masivnejši, vendar je dovolj lahek, da se lahko njegov tir spreminja. Podobno stanje je znano kot orbitalna resonanca, v katerem imajo krožeča telesa zaradi skupnih vplivov periode s podobnim celoštevilskim razmerjem